# Nankin (cheval)
Pour l’article homonyme, voir Nankin (homonymie).
Nankin (15 avril 1957 - ) est un étalon de demi-sang fils du Pur-sang Fra Diavolo, fondateur du stud-book du Selle français. Il est un reproducteur réputé pour le saut d'obstacles.

## Histoire
Nankin naît le 15 avril 1957 chez l'éleveur Alfred J. Brohier à Audouville-la-Hubert, dans la Manche. Il est acquis par le haras national de Saint-Lô, et y fait la monte de 1961 à 1980. Il a été approuvé à la reproduction en France de 1975 à 1983, comme étalon national.

## Description
Nankin est un Selle français section A (originel) de robe baie, haut de 1,64 m.

## Origines
Par ses ancêtres, Nankin est à 62 % Pur-sang. C'est un fils de l'étalon Pur-sang Fra Diavolo et de la jument demi-sang Constellation, par le demi-sang Plein d'Espoirs.

## Descendance
Nankin est le père du champion olympique Talisman B, né en 1963 et monté par Paul Schockemöhle, ainsi que de Faon Rouge (1971), d'Espionne Rouge (1970), de Dirka (1969, ISO 156), de la mère de Quidam de Revel (montée par Nelson Pessoa), de Doris et d'Epson, frère de French Cancan. Ses fils comptent les étalons Foudre de Guerre (1971), Nidor Platière (1979), Kouglof II (1976) et Uriel (1964). De nombreux stud-books internationaux de chevaux de sport recherchent la descendance de Nankin.